# Eugenio Sicomoro
Eugenio Sicomoro, pseudonyme de Bruno Brunetti, né à Rome le 16 septembre 1952, est un dessinateur italien de bande dessinée.

## Biographie
Eugenio Sicomoro fait ses débuts en tant que dessinateur chez l’éditeur italien Eura Editoriale (it) à la fin des années 1970, produisant des histoires de western pour l’hebdomadaire Lanciostory. Fin 1978, il crée à Rome l’« École d’avant-garde de la bande dessinée », première du genre dans ce pays, destinée à former les jeunes dessinateurs à ce média.
En 1985, sur des textes de Claude Moliterni, il crée dans le magazine Pilote le personnage de Marc Jourdan, inspiré du Rouletabille de Gaston Leroux. Ses premières histoires de western sont rééditées en 1989 dans l’album Rio Grande chez Dargaud. Après un one shot consacré au SIDA écrit par Moliterni, il se lance, avec Pierre Makyo au scénario, dans la série Lumière froide (Glénat, 2001-2005).
Parallèlement, Sicomoro illustre des couvertures et des histoires courtes, tout en continuant à travailler pour le public italien. Il dessiné ainsi quelques numéros de Magico Vento Magico Vento (it) aux éditions Bonelli.

## Albums en français
- Marc Jourdan (Dargaud)
  1. Le Crâne de cristal (scénario de Penard, 1985)
  2. La Momie écarlate (scénario de Éric Cartier[2], 1987)
- Rio Grande (Dargaud, 1989)
- SIDA connection (scénario de Claude Moliterni, éd. Bagheera, 1993)
- Lumière froide (scénario de Pierre Makyo, Glénat)
  1. Eva (2001)[3]
  2. Le Feu de l’ancêtre (2003)
  3. Les Yeux de Luce (2005)
- La Porte au ciel T.1 (scénario de Pierre Makyo, Dupuis, 2008)

Destins (Glénat)
- 1.  La Prison (scénario de Frédéric Richaud, 2011)
- La Porte au ciel T.2 (scénario de Pierre Makyo, Dupuis, 2014)